# Susanne Kieckbusch
Susanne Kieckbusch (* 24. April 1961 in Endingen) ist eine ehemalige deutsche Politikerin (Bündnis 90/Die Grünen) und war von Januar bis Oktober 2013 Mitglied des Deutschen Bundestages.

## Leben und Beruf
Kieckbusch ist Lehrerin (Staatsexamen I und II in Musik, Deutsch und Kunst) und Musikerin.
Kieckbusch zog 2004 über die Frauenliste in den Gemeinderat Balingen ein und wechselte kurz vor ihrer Bundestagskandidatur 2005 zu den Grünen. Außerdem gehörte Kieckbusch dem Kreistag des Zollernalbkreises an. 2007 kandidierte sie in Balingen als Oberbürgermeisterin, sie erhielt im ersten Wahlgang 6 % und zweiten Wahlgang 1,4 Prozent der Stimmen. Zur Annahme ihres Bundestagsmandats legte sie ihre kommunalen Mandate nieder.
Nach dem Verlust ihres Bundestagsmandats plante Kieckbusch, wieder kommunalpolitisch aktiv zu werden, und kündigte im Oktober 2013 eine Kandidatur für die Grünen an. Eine Woche später gab sie bekannt, wieder eine Frauenliste auf die Beine stellen zu wollen. Weder Grüne noch Frauenliste waren über diese Pläne informiert und distanzierten sich von Kieckbusch. Im Anschluss kündigte Kieckbusch eine eigene Frauenliste an, scheiterte aber an mangelnder Unterstützung. Seitdem ist Kieckbusch weder kommunal- noch bundespolitisch in Erscheinung getreten. Zur Aufgabe ihrer politischen Aktivitäten sagte Kieckbusch knapp 2 Jahre später, sie sei jetzt „nur noch Lehrerin, und es ist gut, so wie es jetzt ist“.
Nach ihrer Rückkehr vom Bundestag war Kieckbusch wieder als Lehrerin tätig, unter anderem in Rangendingen. Im September 2015 wechselte Kieckbusch an die Deutsche Schule Erbil (Nordirak), geplant waren zwei Jahre. Nach eigenen Angaben ging es ihr darum, noch einmal etwas anderes zu machen. Parallel war Kieckbusch an der Salahadin University in Erbil als Deutsch-Dozentin tätig.
Im August 2017 wurde öffentlich, dass Kieckbusch als Angestellte von Siemens in Erbil arbeitet. Nach eigenen Angaben arbeite sie dort als „Assistentin der Geschäftsleitung“, werde aber „demnächst vielleicht an einer ganz anderen Stelle irgendwo auf dem Globus tätig sein“. Zugleich sei sie in der komfortablen Lage, ihren früheren Arbeitsplatz als Lehrerin im Zollernalbkreis noch vier Jahre lang sicher zu haben, weil sie offiziell beurlaubt sei.

## Abgeordnete
Bei der Bundestagswahl 2005, der Landtagswahl in Baden-Württemberg 2006 und Bundestagswahl 2009 bewarb sie sich jeweils erfolglos um ein Mandat.
Im Januar 2013 rückte sie über die Landesliste für Fritz Kuhn nach, der zum Stuttgarter Oberbürgermeister gewählt wurde, und war für 9 Monate Mitglied des 17. Deutschen Bundestags. Bei der Bundestagswahl 2013 bewarb sie sich um mehrere vordere Plätze der Landesliste, wurde von den Delegierten aber lediglich auf die als aussichtslos geltende 35. Stelle gewählt. Nach der Bundestagswahl verlor Kieckbusch ihr Mandat erwartungsgemäß.